# Cathédrale de Peterborough
La cathédrale de Peterborough est une ancienne abbatiale devenue en 1540 après la dissolution des monastères une cathédrale anglicane  et le siège de l'évêché de Peterborough (Cambridgeshire, Angleterre). Elle est dédiée à saint Pierre, saint Paul et saint André. 
Fondée au VIIe siècle pendant la période saxonne, l'abbatiale est restaurée en 970 après son saccage par les Vikings et reconstruite par les Normands après l'incendie de 1116. Monument classé de classe I pour ses exceptionnelles qualités, elle est surtout connue pour sa façade ouest en gothique primitif. C'est aussi un des exemples les plus complets et cohérents de l'architecture romane normande du XIIe siècle avec la cathédrale de Durham et celle d'Ely, il s'agit de l'édifice le plus important du XIIe siècle en Angleterre qui soit resté largement préservé malgré les extensions et restaurations. 

## La période anglo-saxonne
Jusqu'à la fin du Xe siècle, Peterborough s'appelle Medeshamstede et est depuis le milieu du VIIe siècle le siège d'une importante abbaye bénédictine dédiée à saint Pierre. Son influence s'étend dans toute la vallée de la rivière Nene, centre notable de peuplement saxon.
Mis à sac par les Vikings danois en 865, le monastère met près d'un siècle à se relever grâce à l'évêque de la cathédrale de Winchester Æthelwold. L'église et le monastère sont achevés en 970, l'église consacrée en présence du roi Edgar, de Dunstan évêque de la cathédrale de Canterbury, d'Oswald archevêque de la cathédrale d'York et d'un grand nombre de nobles. Le roi Edgar confirme au monastère ses possessions et les augmente largement. Il change le nom de Medeshamstede en Burgh qui devient connu sous celui de Peterborough,.
Les ruines de cette église sont présentes sous le transept sud et le sud de la nef de la cathédrale actuelle.

### La sculpture
L'abbaye saxonne de Peterborough est un centre notable de production de sculptures. Elle conserve un monument funéraire, Hedda Stone, deux pierres tombales du Xe siècle avec un décor d'entrelacs sur un dessin de croix avec plusieurs croisillons qui peut évoquer certains couvercles de sarcophages mérovingiens, et un morceau de croix.

### La pierre de Hedda

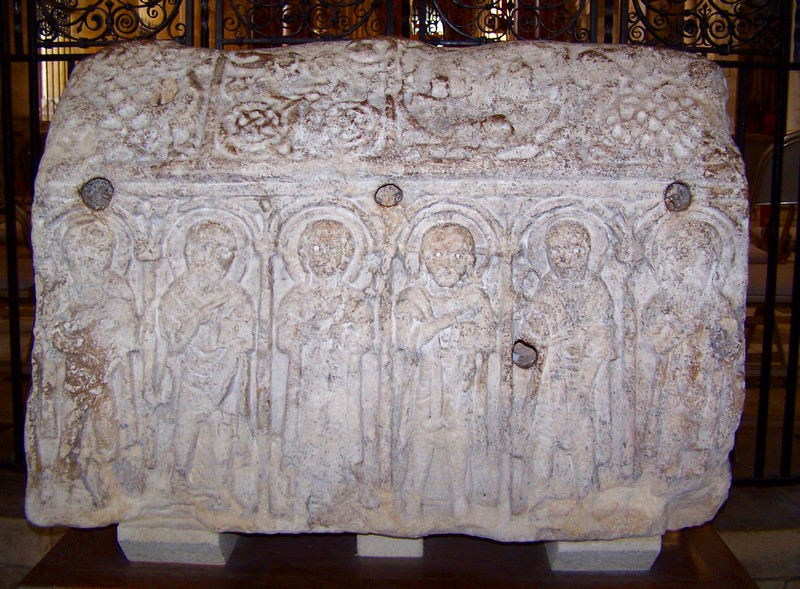
La pierre de Hedda.

Ce monument porte le nom d'un abbé tué par les Danois en 870, mais elle paraît antérieure de près d'un siècle et on peut la dater des environs de 800. Son style est mercien et elle a pu être posée sur une tombe sainte ou des reliques. Ses dimensions sont de 1,00 × 0,75 m. Elle est décorée sur les faces avant et arrière et le couvercle. Sur la face avant, six personnages sont logés dans des arcades. On peut voir la Vierge voilée, le Christ avec un nimbe crucifère, avec peut-être saint Pierre à ses côtés. Le couvercle comporte quatre panneaux avec des oiseaux se tournant le dos, des entrelacs, des oiseaux dans des entrelacs, puis des entrelacs. La face arrière est pratiquement identique.

## La période normande

### Contexte
Dans le litige entre le roi Harold et Guillaume le Conquérant, le pape donne raison à Guillaume, car il s'engage à réformer l'Église d'Angleterre.
Après 1066, la reconstruction complète des cathédrales saxonnes d'Angleterre par les Normands représente le plus important programme de constructions ecclésiastiques de l'Europe médiévale et les plus grandes structures érigées dans l'Europe chrétienne depuis la fin de l'Empire romain. Toutes les cathédrales médiévales d'Angleterre, sauf Salisbury, Lichfield et Wells ont des traces d'architecture normande. La cathédrale de Peterborough, la cathédrale de Durham, et la cathédrale de Norwich sont presque entièrement normandes et dans les autres, il reste des parties importantes : les nefs de la cathédrale d'Ely, de la cathédrale de Gloucester et de Southwell Minster, le transept de la cathédrale de Winchester.
Contrairement aux cathédrales du Sud de l'Angleterre, celle de Peterborough a attendu le début du XIIe siècle et l'opportunité d'un incendie pour être reconstruite par les Normands.
Ce retard est dû à sa position aux marges d'un territoire, le Nord de l'Angleterre, qui est traité avec une sévérité inconnue ailleurs par Guillaume le Conquérant qui veut l'arracher à l'attraction de la Scandinavie. Dans cette région, il doit renoncer à gouverner avec les cadres anglo-saxons en raison de la fréquence des révoltes et la crainte de voir s'établir une complicité avec le Danemark qui jouit de beaucoup de sympathie dans ce pays colonisé par les Danois. Guillaume élimine les éléments scandinaves, donne aux continentaux le contrôle du sol et coupe définitivement les liens de l'Angleterre avec le Danemark.
Peterborough souffre beaucoup de la conquête normande et son abbé, qui prend part à la bataille d'Hastings, meurt peu après. Les moines élisent à sa place Brand, un nom à consonance scandinave qui appuie le prétendant saxon contre le nouveau roi normand qui nomme un abbé normand. Les religieux sont assistés par les Danois qui emportent le trésor et les reliques. Avec l'aide de 140 chevaliers, l'abbé normand Turold réussit à s'imposer. Le roi Guillaume le Roux rançonne l'abbaye et impose une garnison qui vit sur le patrimoine du monastère qui est amputé des 2/3.
L'église saxonne est restée pratiquement inchangée depuis le Xe siècle et ce n'est qu'au début du XIIe siècle sous le roi Henri Ier que le calme est suffisant pour songer à une nouvelle construction. Cette résistance prolongée au nouveau régime et à son nouveau style normand se retrouve dans les constructions où les ateliers vaincus continuent à travailler à la manière saxonne. Les données normandes sont progressivement remodelées sous l'influence du milieu anglais qui fournit la main-d'œuvre, le style restant commun au duché et au royaume. Les Anglais commencent à préférer certaines formes de plans. Sous le roi Henri Ier de 1100 à 1135, les Normands se sentent clairement normands, mais prennent conscience des possibilités de l'Angleterre. Sa richesse autorise des expériences, la main-d'œuvre anglaise s'adapte aux goûts et besoins des Normands et même interprète leurs désirs avec une certaine autonomie,. Le mariage du roi Henri Ier avec Édith, fille du roi d'Écosse, favorise la fusion des deux peuples.

L'abbaye romane normande
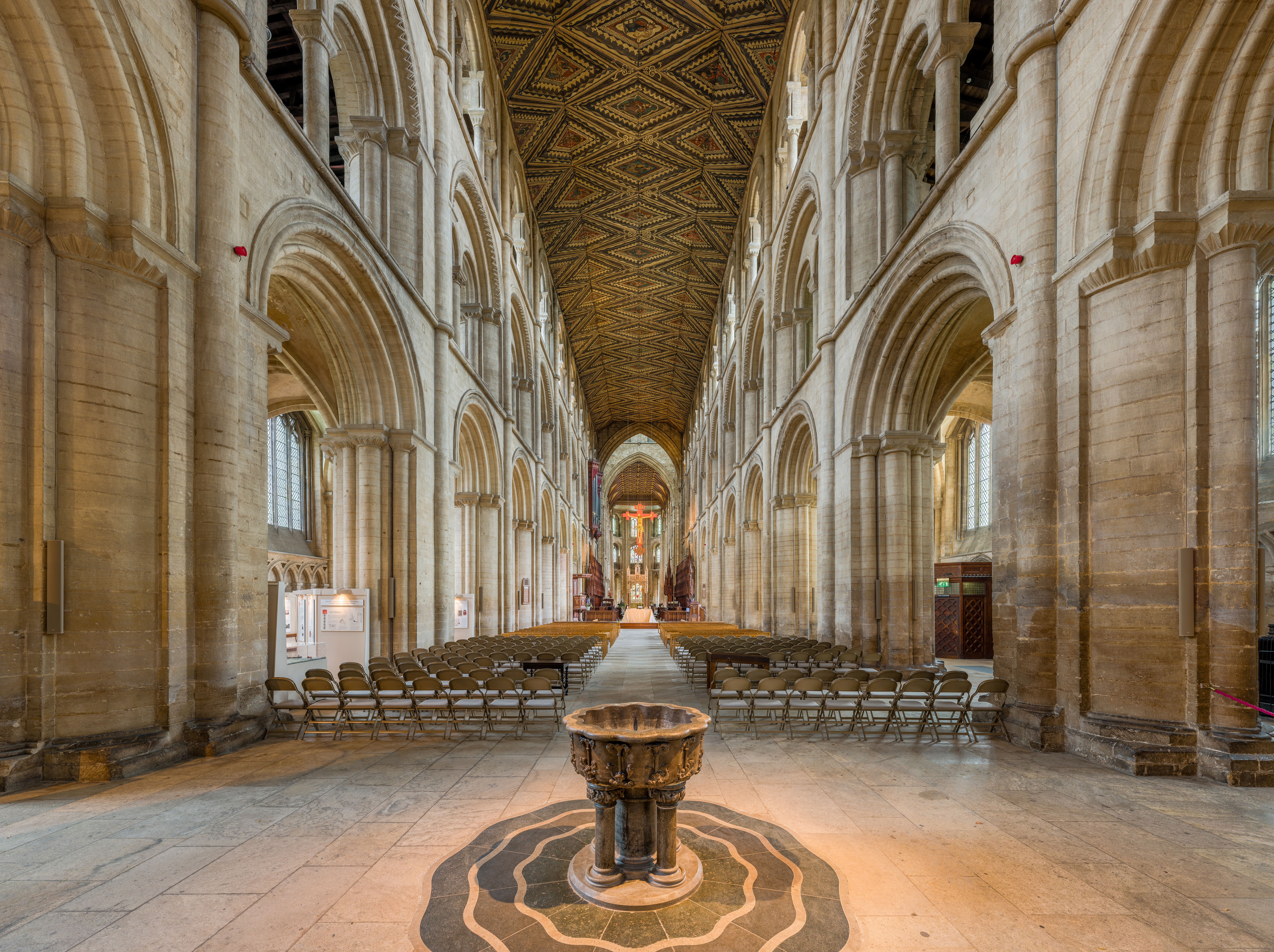
Vue de la nef depuis l'entrée.
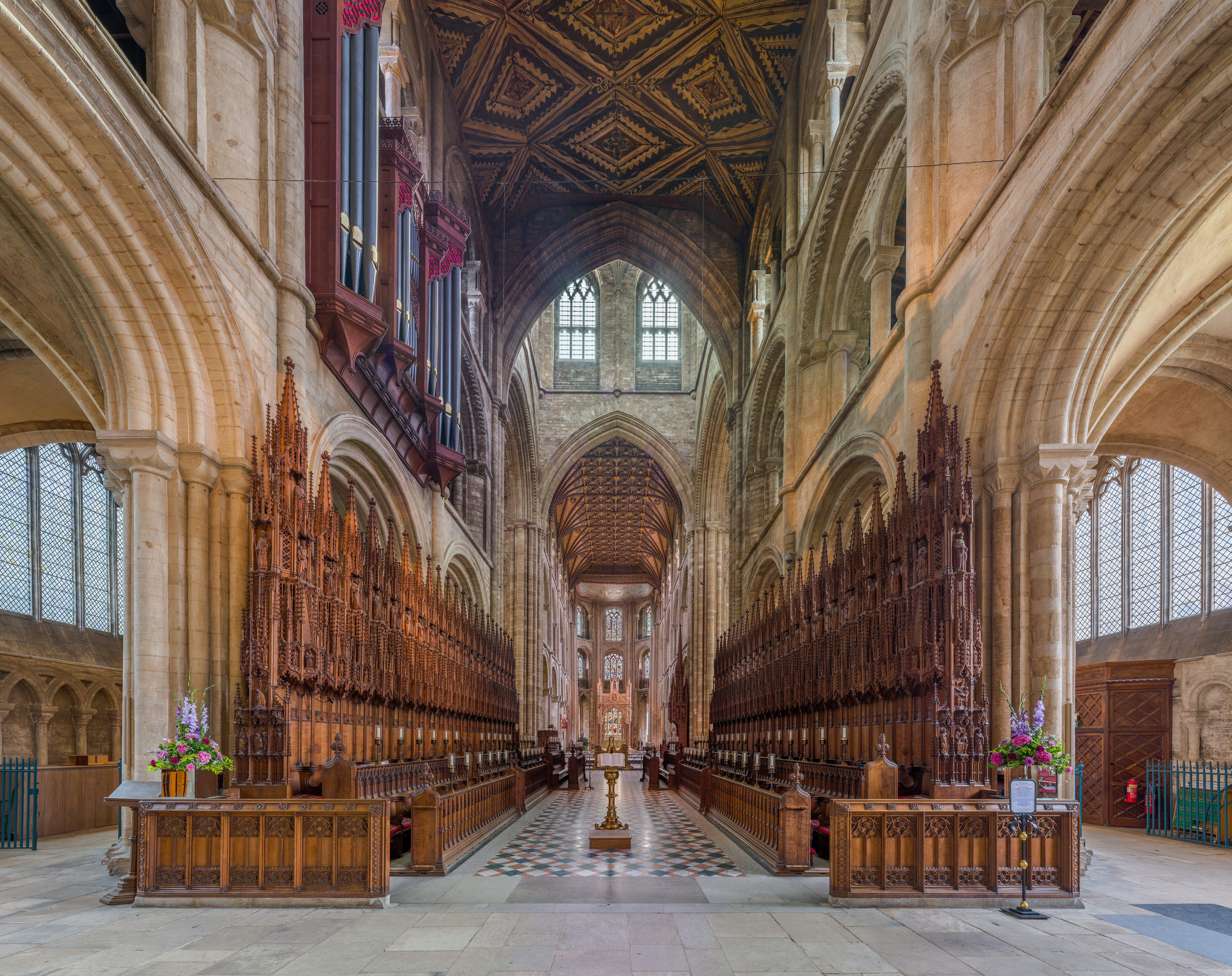
Vue du chœur vers l'est.
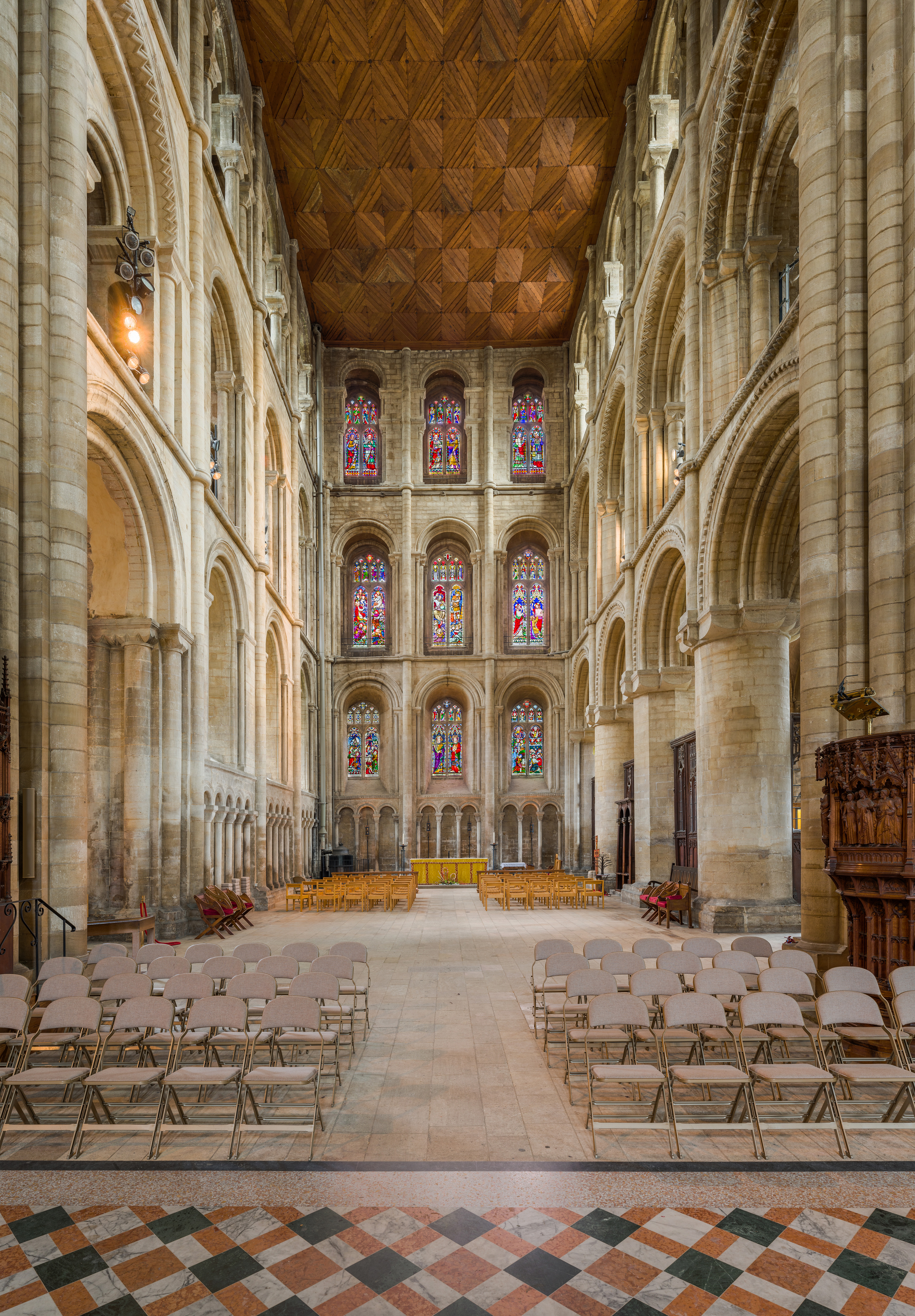
Le bras nord du transept.
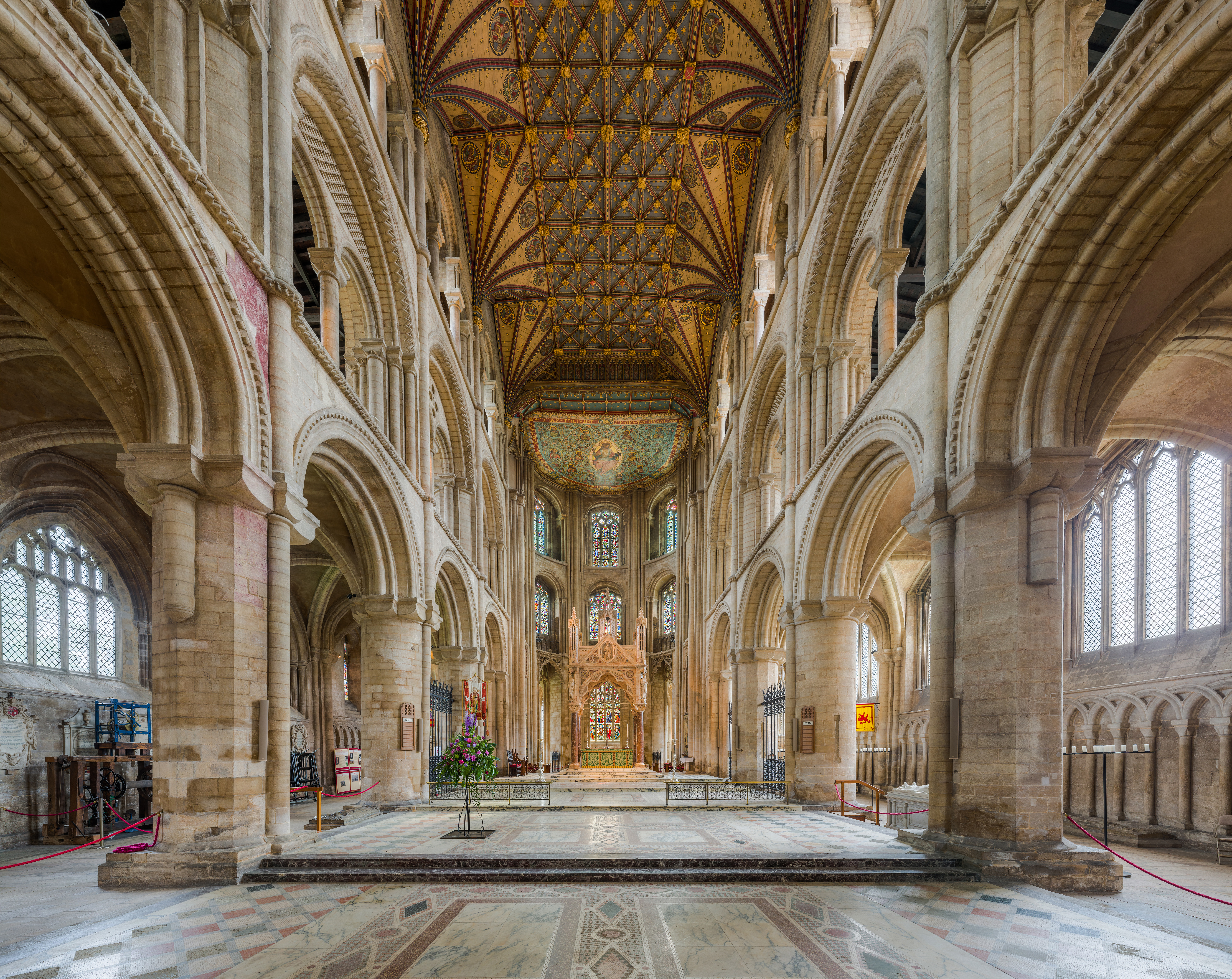
Vue du presbyterium et de l'abside.
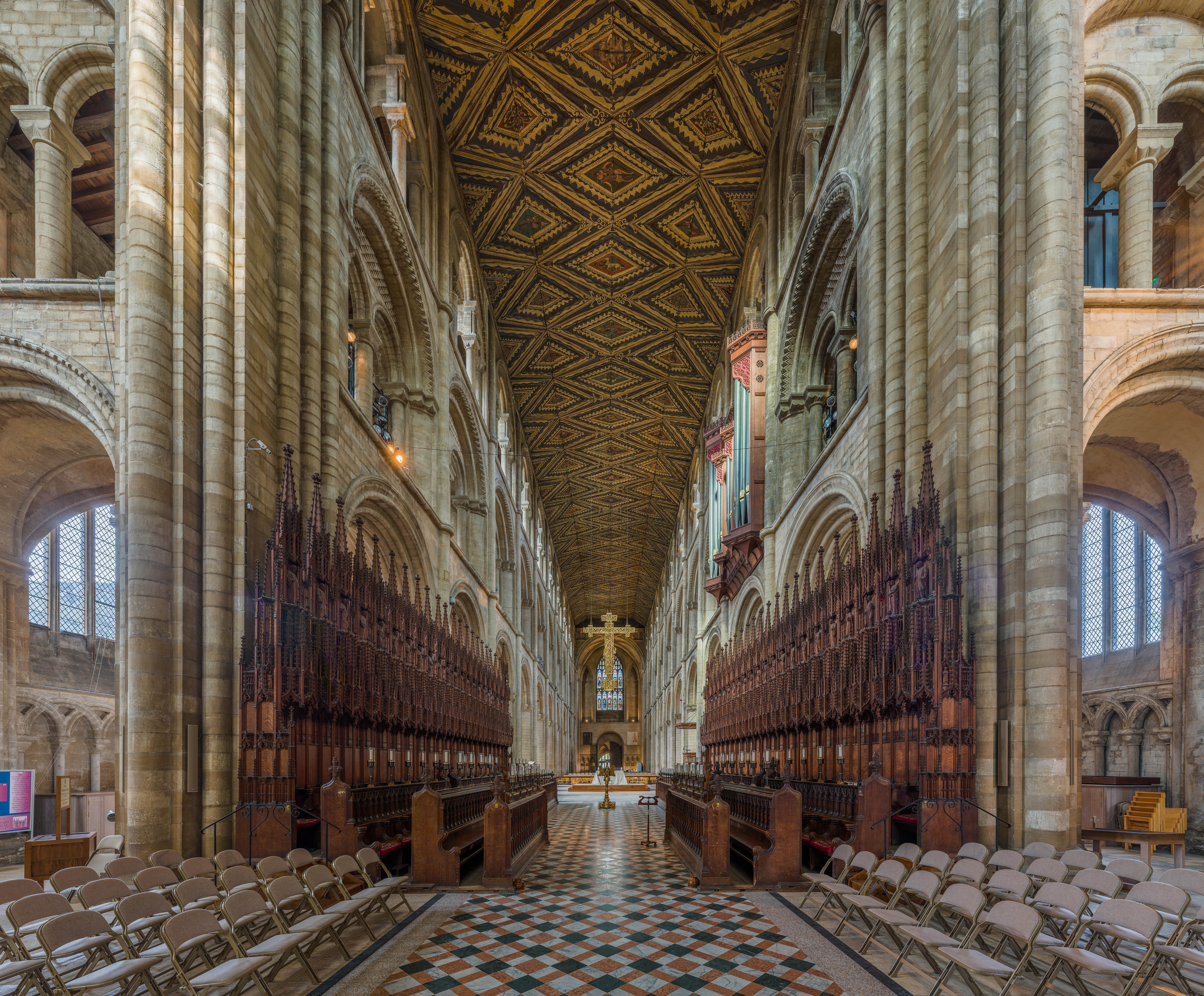
Vue du chœur vers la nef.
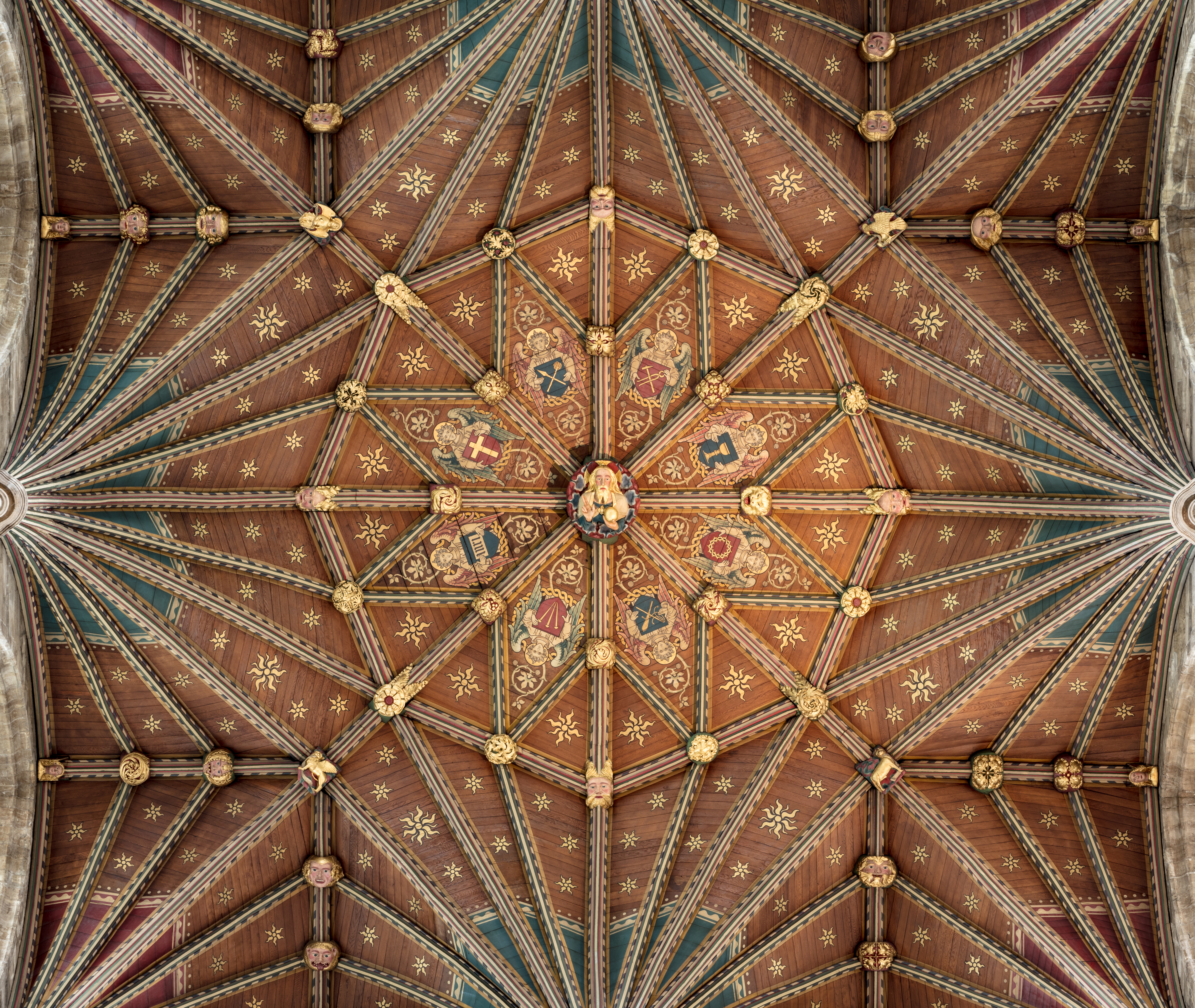
Le plafond de la cathédrale.

### L'abbatiale

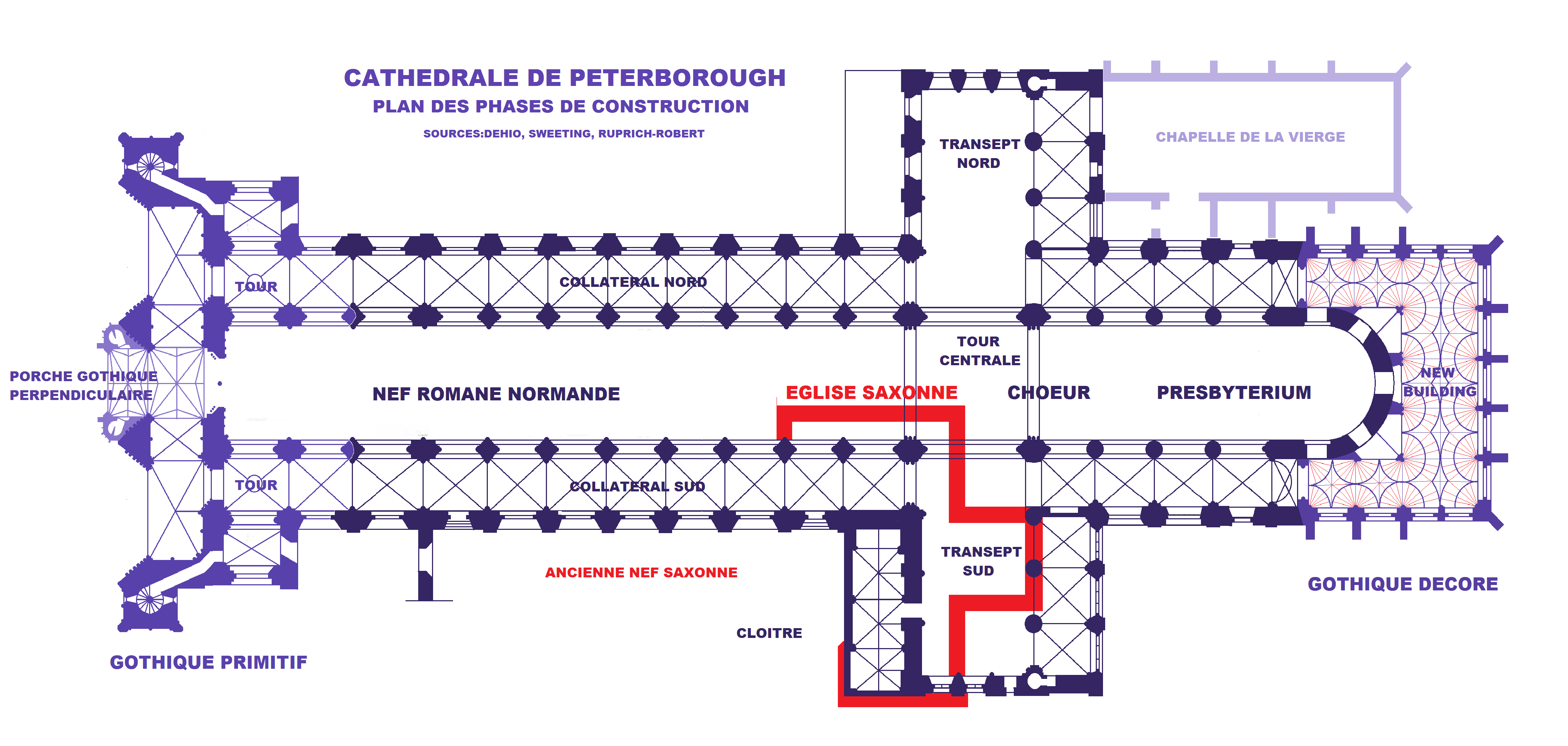
Plan des phases de construction.

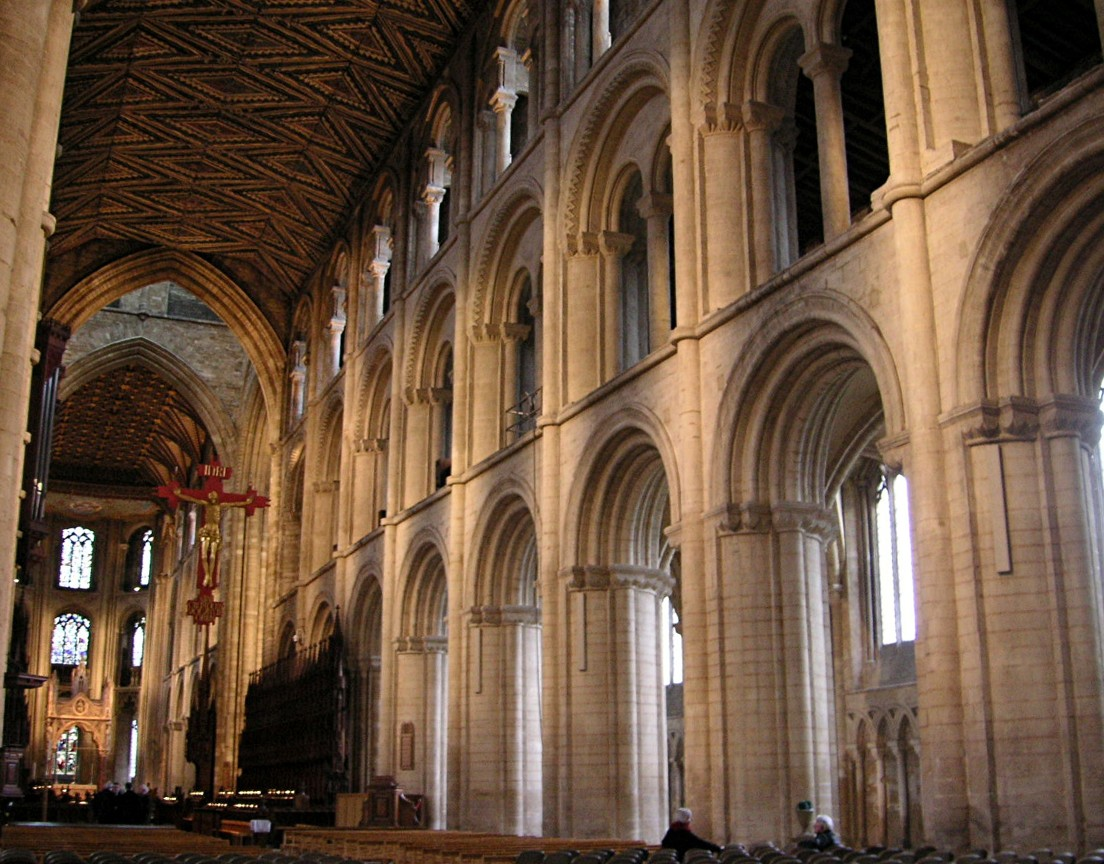
Nef romane normande.

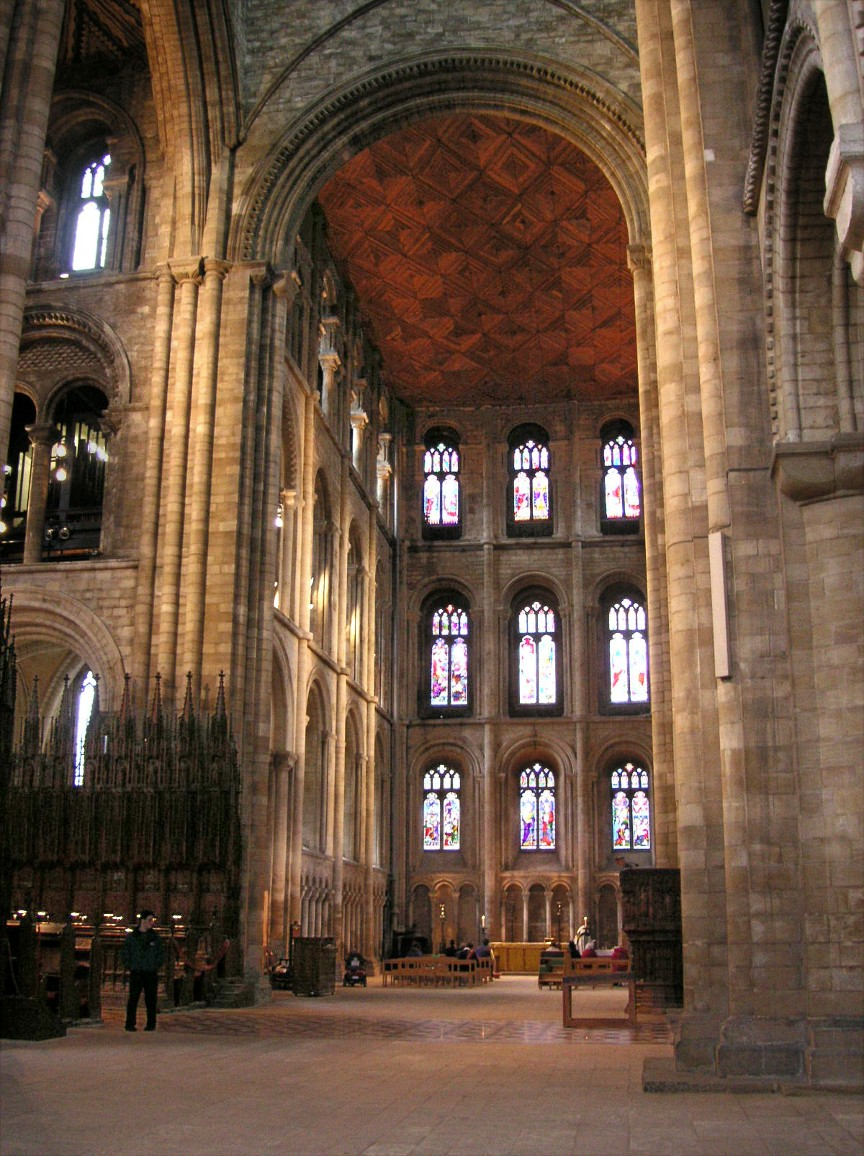
Transept sud roman. Les fenêtres sont des adjonctions en gothique perpendiculaire.

En 1107, l'abbé Ernulf, futur évêque de la cathédrale de Rochester, reconstruit les dortoirs et la salle capitulaire du monastère et il faut attendre l'incendie de 1116 qui détruit l'église saxonne et une grande partie de la ville pour permettre aux Normands d'affirmer leur puissance en reconstruisant une grande abbatiale. Ils bénéficient de la richesse du monastère et des proches carrières de l'excellente pierre de Barnack qui leur appartiennent en partie.
Pour cette construction tardive, les architectes romans de Normandie n'en sont plus à la phase d'expérimentation. Peterborough est conçu et exécuté comme un tout, à l'exception de la façade ouest qui fait l'objet de plusieurs projets réalisés en partie par les Normands pour finalement recevoir une façade en gothique primitif après l'intégration de la Normandie au royaume de France.
La première pierre de l'abbatiale est posée par l'abbé Jean de Sées en 1118, puis les travaux reprennent après une interruption de huit ans en 1135. Le chœur est terminé vers 1140 par l'abbé Martin du Bec. Vers 1150-1160, le transept et la base de la tour centrale sont réalisés par l'abbé Benoît, ami de Thomas Becket, archevêque de la cathédrale de Canterbury. De la première pierre en 1118 à la mort de l'abbé Benoît en 1193, les travaux sont réguliers et donnent à l'église sa remarquable unité.
Le plan bénédictin est adopté avec un étirement en longueur propre à l'Angleterre et, alors que le chevet plat s'y développe, une abside est construite. Le chœur a quatre travées, la nef dix, le transept possède un collatéral à l'est. L'imposante abside à trois niveaux est conservée et enchâssée au XVe siècle dans un chevet plat, mais elle perd ses absidioles latérales. L'élévation à trois niveaux reste pour cette époque tardive dans les proportions normandes des origines. Des rappels de l'alternance des piliers que l'on trouve déjà à l'abbaye de Jumièges au début du XIe siècle sont présents dans les parties droites du chœur et les croisillons du transept, mais sont simplement marqués par l'alternance de piliers ronds et hexagonaux. Des voûtes sur croisées d'ogives sans clef sont présentes seulement sur les bas-côtés.
- 1204 : fin de l'époque anglo-normande, avec le rattachement du duché de Normandie au domaine royal français.

## La période anglaise

### Façade ouest

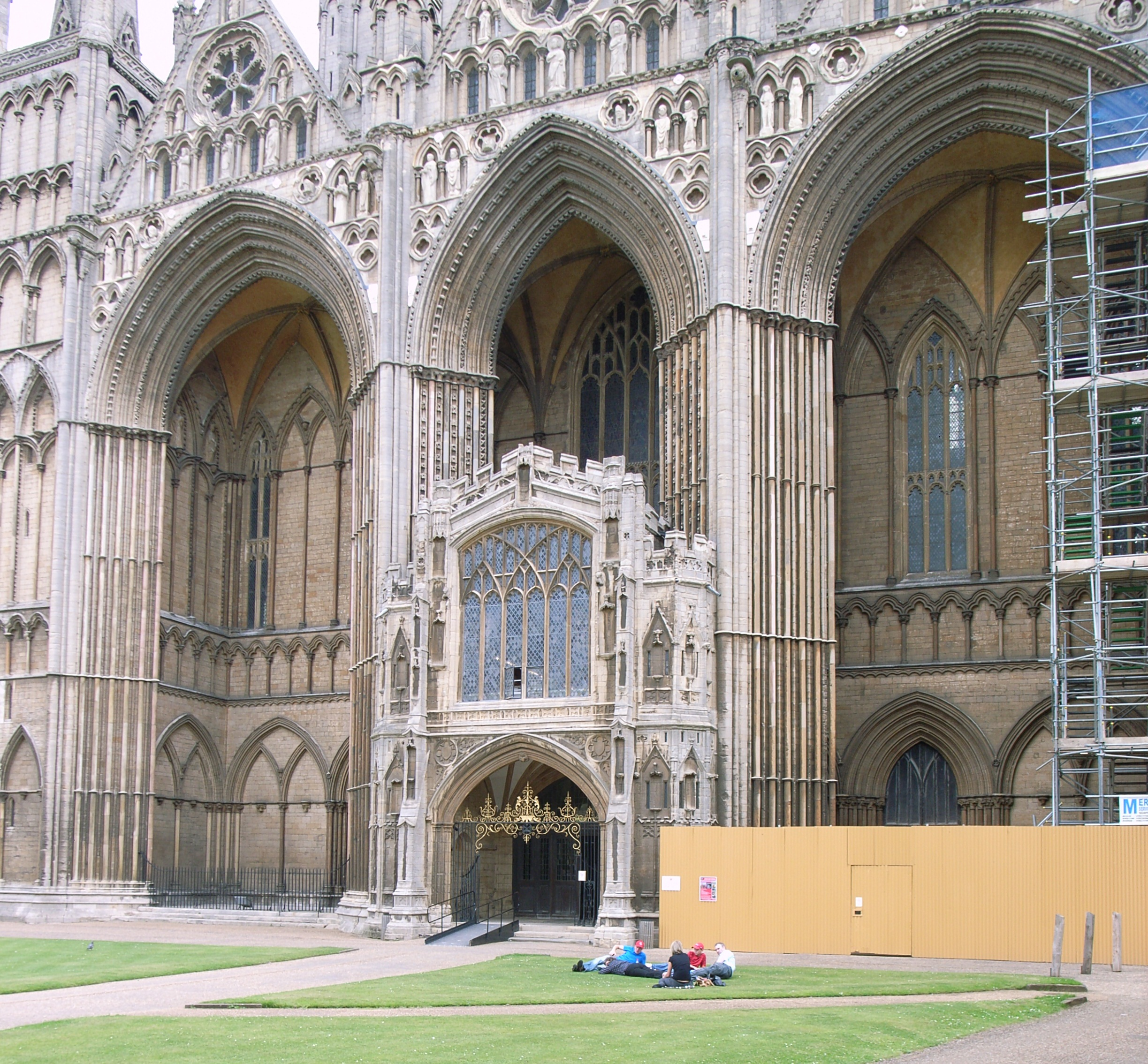
Façade ouest.

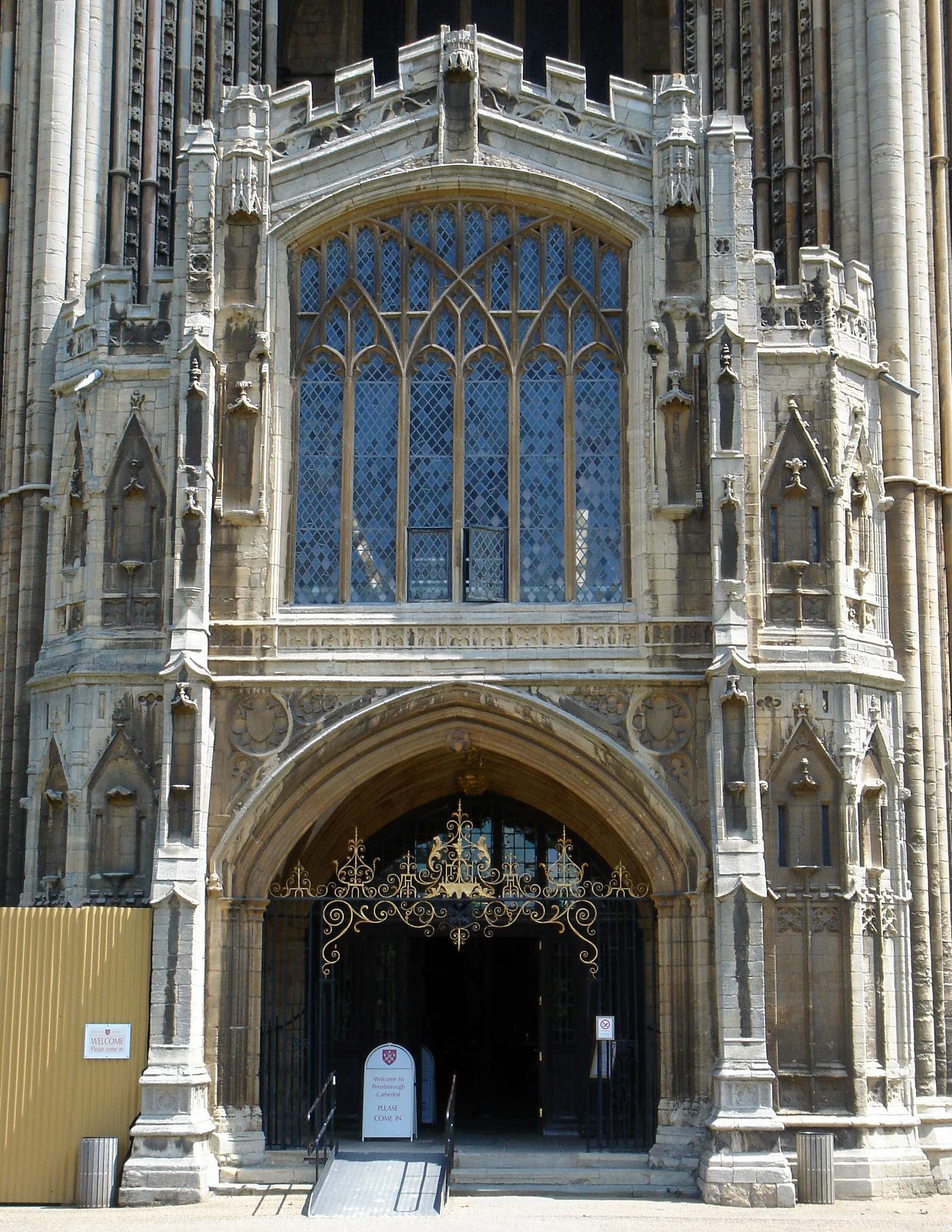
Porche en gothique perpendiculaire.

La fin des liens qui unissaient l'Angleterre au continent par le biais de principautés françaises détenues par le roi d'Angleterre correspond aussi à la période où le gothique primitif anglais (Early English), inspiré du gothique d'Île-de-France, trouve ses caractéristiques propres. À Peterborough, cette nouvelle architecture se manifeste par l'édification d'une façade-écran théâtrale, à l'image de celles que l'on construit à la même époque pour la cathédrale de Wells ou celle de Lincoln.
Dans un premier temps, les Normands ont conçu et construit en partie deux tours dans le prolongement des bas-côtés où on remarque que les troisièmes piliers à l'extrémité ouest sont beaucoup plus grands et plus larges. Puis l'idée de créer un transept occidental dépassant la largeur de l'église pour éviter les bâtiments existants peut être attribué aux abbés Andrew (1193-1200) et Acharius (1200-1210) à l'époque où le style roman est léger et élégant avec des éléments gothiques.
La construction de cette fameuse façade-écran (en anglais west front) en gothique primitif est difficile à dater par les textes. Après le rattachement de la Normandie au domaine royal français, quatre abbés se sont succédé : Robert de Lindsey (1214-1222), Alexander (1222-1226), X (1226-1233) et Walter S. Edmunds (1233-1245). La nouvelle église est consacrée en 1237 ou 1238 dans des bâtiments probablement achevés. Cette date correspond aux critères de l'architecture gothique primitive de l'époque.
À la fin du XIVe siècle, le porche central à deux niveaux en gothique perpendiculaire est construit probablement pour régler les problèmes de stabilité de la façade avec une grande habileté technique.

### L'arrière-chœur (New-Building)
Un arrière-chœur ou New-building qui conserve et enchâsse l'abside normande est réalisé l'extrémité est de l'abbatiale, en style gothique perpendiculaire avec des voûtes en éventail . Commencé par l'abbé Ashton (1438-1471), il est terminé par l'abbé Kirton (1496-1528).

### Autres transformations
La chapelle de la Vierge au nord de l'église, aujourd'hui détruite, est commencée en 1272 et son autel consacré en 1290. Au XIVe siècle, le haut de la tour centrale romane est démoli, certainement par crainte d'un éboulement comme à la cathédrale d'Ely et remplacé au-dessus des arcades romanes par une lanterne plus légère. Les fenêtres romanes sont transformées en ouvertures de style gothique perpendiculaire.

L'abbaye anglaise du gothique primitif au gothique perpendiculaire
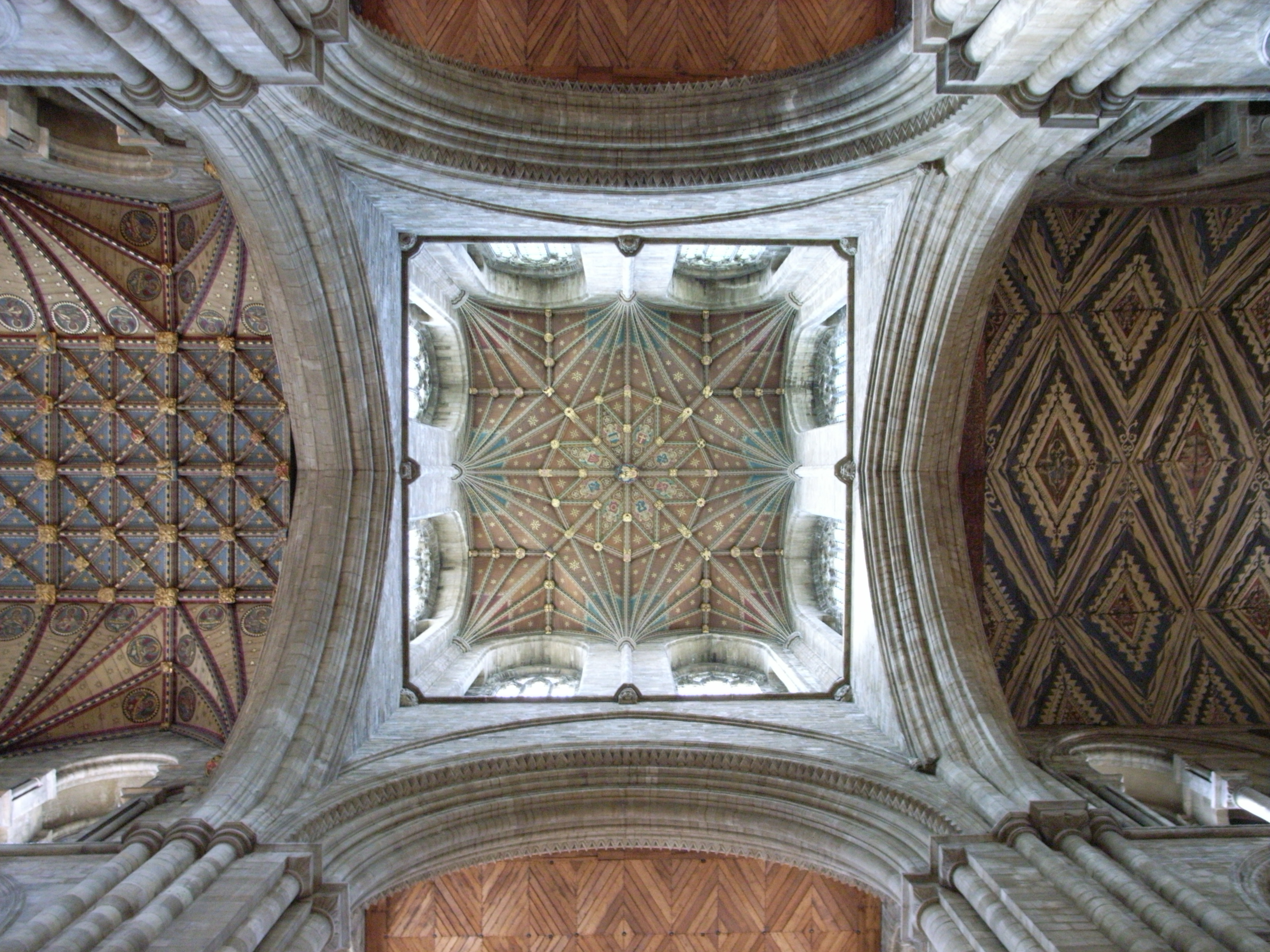
Tour-lanterne du XIVe siècle sur des arcades romanes.
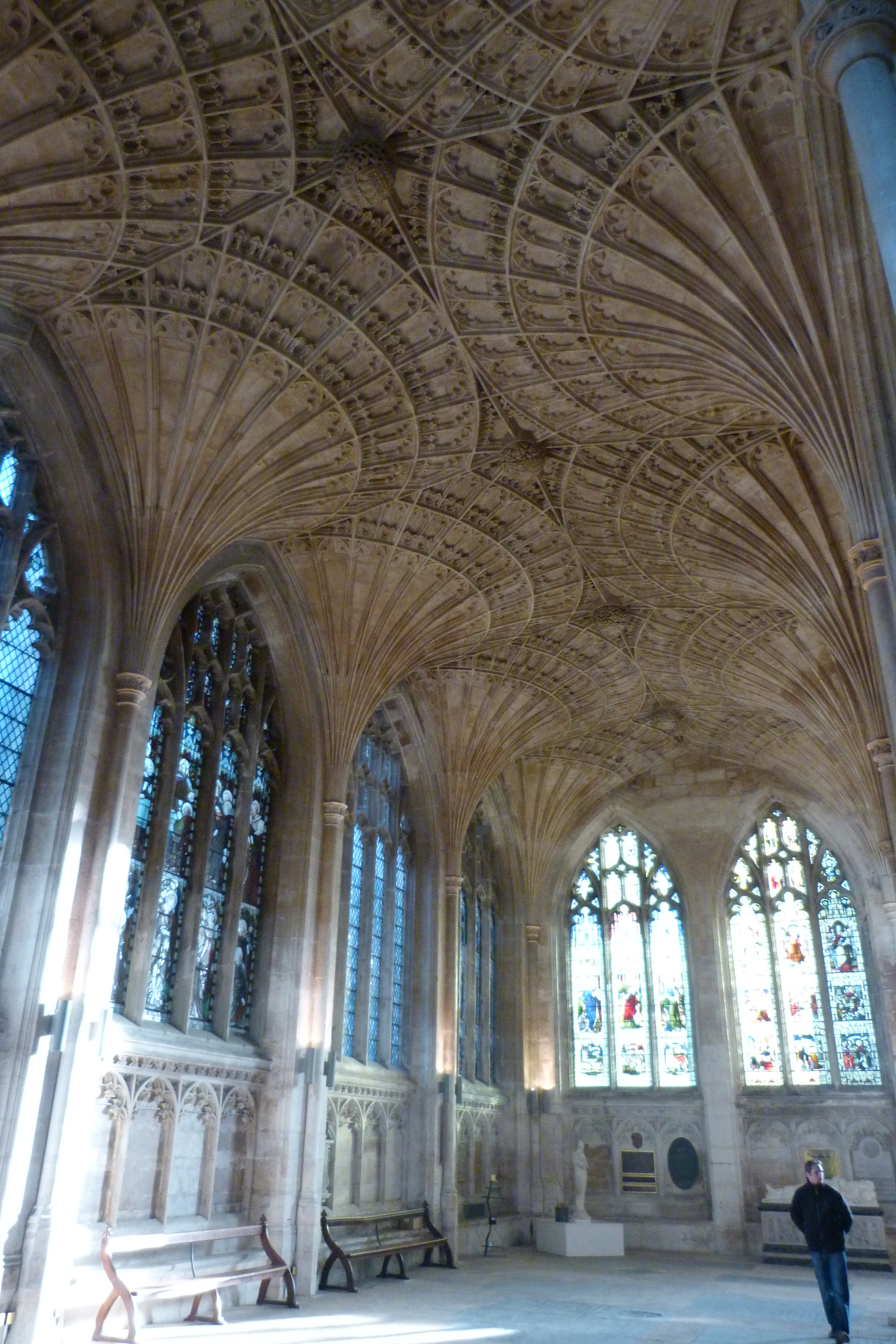
Le New-building ou arrière-chœur.
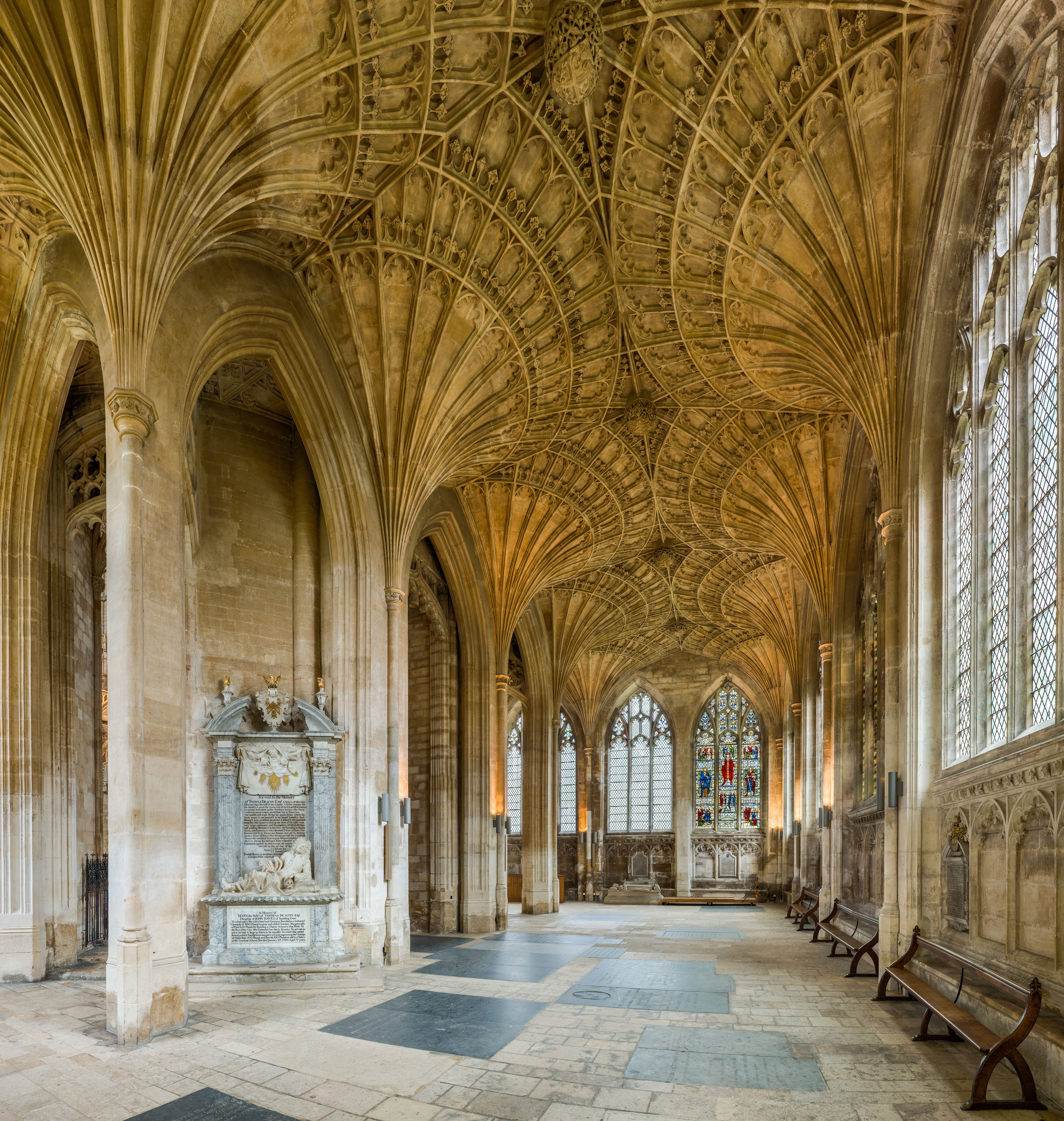
L'arrière-chœur avec ses voûtes en éventails.
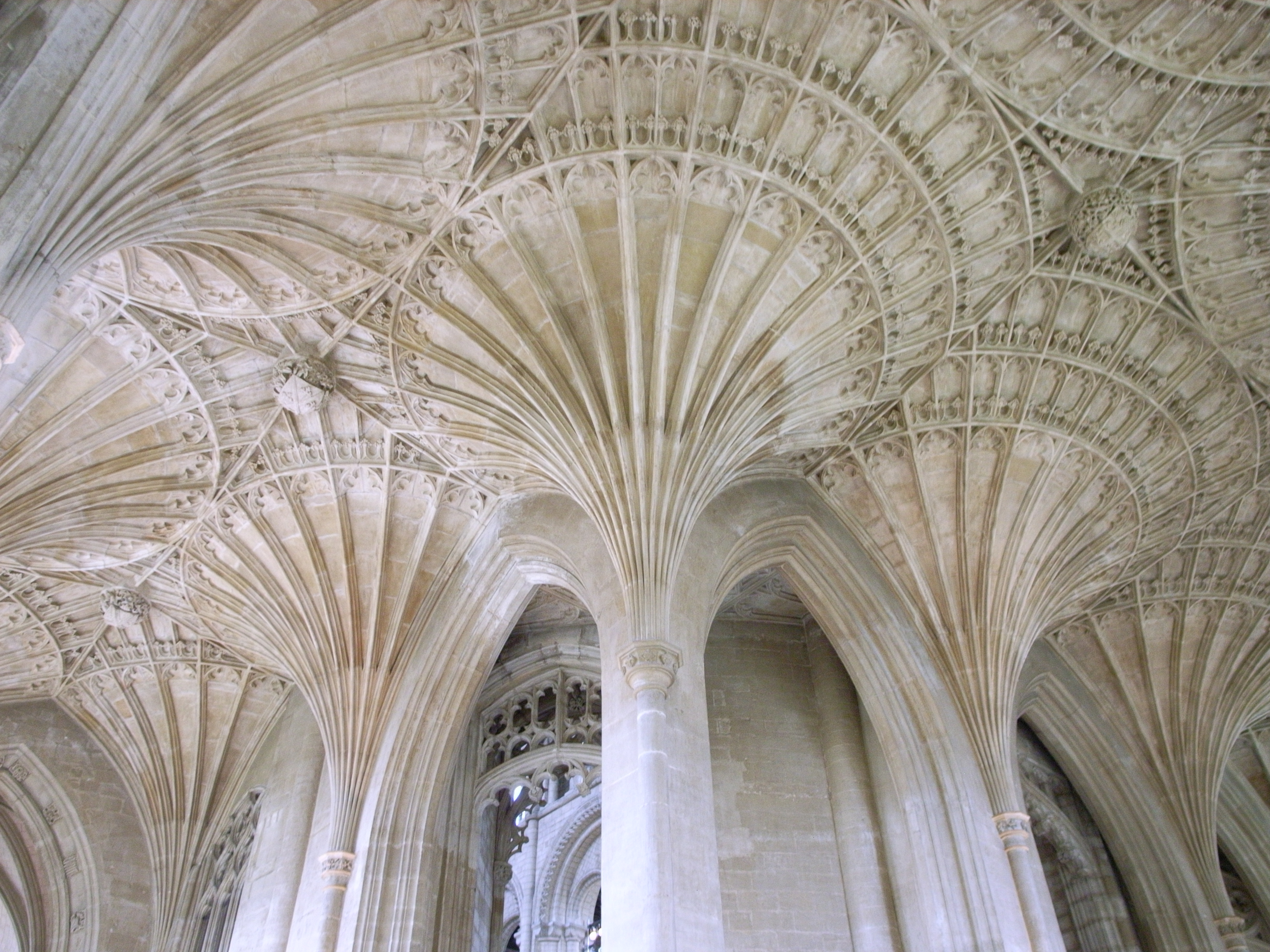
Détails des voûtes en éventails.

## La dissolution des monastères
En 1540, après la dissolution des monastères par le roi Henri VIII, le règne des abbés prend fin et l'abbatiale devient cathédrale. Alors que nombre de monastères sont démolis ou vendus, celui de Peterborough, qui renferme la sépulture de Catherine d'Aragon — femme répudiée par Henri VIII —, ne l'est pas, mais le manque de ressources lié au pillage de ce roi entraîne la ruine de l'église.

## Depuis leXVIIesiècle
Pendant la Guerre civile anglaise, les ornements, les orgues, les stalles, les autels et les monuments, dont celui de la reine, sont détruits. Quelques dégâts furent réparés pendant le XVIIe siècle et le XVIIIe siècle. En 1883, des travaux de restauration extensifs commencent après la découverte de craquelures dans les colonnes et les arcs de la tour principale. Ces travaux incluent la réédification de la tour centrale et de ses fondations, des colonnes de l'intérieur, du chœur et les renforcements de la façade occidentale sous la supervision de John Loughborough Pearson (en). Des stalles, cathèdre (trône épiscopal), chaire et maître-autel nouveaux furent ajoutés.

## Les sépultures
La cathédrale abrite les tombes d'Ælfric Puttoc, mort en 1051 et de Cynesige, mort en 1060, tous les deux archevêques d'York, ainsi que celles du comte Raoul de Mantes, mort en 1057, et de Ralph l'Écuyer, mort vers 1069.
La reine Catherine d'Aragon, la première des six épouses d'Henri VIII, y est enterrée. Marie Stuart y reposa entre 1587 et 1612, date du transfert de ses restes à l'abbaye de Westminster.